# 小行星27712
小行星27712（27712 Coudray）是一颗绕太阳运转的小行星，为主小行星带小行星。该小行星于1988年11月3日发现。

## 轨道参数
小行星27712的轨道半长轴为2.1858729 UA，离心率为0.183。